# Scyllarus dubius
Scyllarus dubius är en kräftdjursart som beskrevs av Lipke Bijdeley Holthuis 1963. Scyllarus dubius ingår i släktet Scyllarus och familjen Scyllaridae. Inga underarter finns listade i Catalogue of Life.